# Curtis Strange
Curtis Northrup Strange (født 30. januar 1955 i Norfolk, Virginia, USA) er en amerikansk golfspiller, der pr. juli 2008 står noteret for 17 sejre på PGA Touren. Han har vundet to Major-turneringer, US Open i henholdsvis 1988 og 1989.
Strange har 5 gange, i 1983, 1985, 1987, 1989 og 1995, repræsenteret det amerikanske hold ved Ryder Cupen.

## Eksterne links
- Spillerinfo Arkiveret 15. oktober 2008 hos  Wayback Machine